# Bandera de Bahrain
La bandera de Bahrain, adoptada el 2002, és de color vermell amb una franja blanca dentada formada per cinc triangles blancs i situada al costat del pal.

## Descripció
Com que els colors blanc i vermell són comuns als altres estats del golf Pèrsic, la línia en forma de serra serveix per distingir la bandera. El primer color, el blanc és per la Gran Bretanya i el segon, el vermell, per l'islam. La banda blanca està situada al costat del pal i ocupa una quarta part de la llargada total.
Els dos colors són separats per una línia amb dents de serra. Abans del segle xix la bandera era simplement vermella i s'hi va afegir la banda blanca. El 1972 la línia de dents de serra estava composta de 8 puntes blanques que feien referència al nombre d'emirats que formaven part dels Emirats Àrabs Units en el temps que el país hi va ser integrat.
El 2002 l'emir Isa ibn Salman Al Chalifah va adoptar una nova constitució i va reduir el nombre de puntes blanques a cinc, en referència als cinc pilars de l'islam.

## Construcció i dimensions

Plantilla de construcció de la bandera.

### Colors
El color blanc comprèn el 32,5% de l'àrea de la bandera, mentre que el color vermell comprèn el 67,5% restant. L'especificació del color és vermell Pantone 186 C
| Model de color | Vermell     | Blanc         |
| -------------- | ----------- | ------------- |
| Pantone        | 186C        | Blanc         |
| CMYK           | 0-90-80-5   | 0-0-0-0       |
| RGB            | 200, 16, 46 | 255, 255, 255 |
| HTML           | ##C8102E    | #FFFFFF       |

Els models RGB i HTML s'han extret a patir dels codis de Pantone.

## Banderes antigues

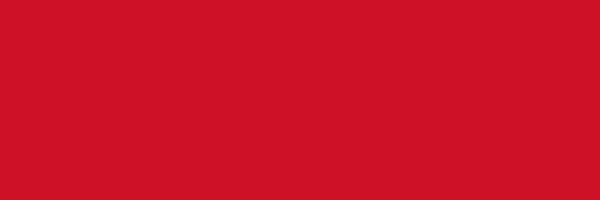
Bandera abans de 1820 (1:3)
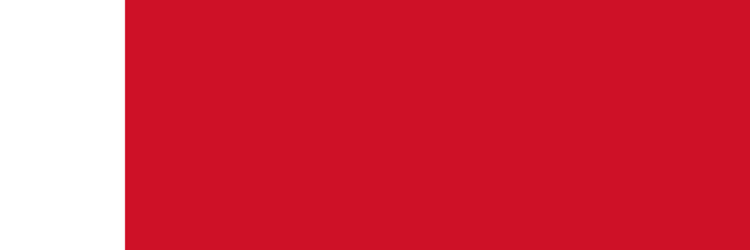
Bandera de 1820 a 1932 (1:3)
Bandera de 1932 a 1972
Bandera de 1972 a 2002 (3:5)